# 윌셔/버몬트역
윌셔/버몬트역 (Wilshire/Vermont Station)은 로스앤젤레스 군 광역철도의 빨간선이랑 보라선 환승역이다. 윌셔 대로 (Wilshire Blvd)랑 버몬트 거리 (Vermont Ave)의 교차로에 위치되어 있는 지하철역이다.

## 역 정보

### 역 구조
이 지하철역은 전체 로스앤젤레스 지하철중에서 유일한 분열식 승강장을 가지고 있으며, 역 구조도 매우 다르다. 일반 지하철역은 섬식 승강장에다 개찰구랑 표 사는 곳은 지하에 위치되어 있어야 하지만 이 역은 그게 전부 지상에 있으며, 따로 지하1층이 없다. 에스컬레이터는 바로 지상 출입구부터 승강장까지 가기 때문이다.
이런 형식으로서 지하3층으로 가는 에스컬레이터는 미국 서부에서 제일 긴 에스컬레이터로 알려져 있다.
| 1층     | 길거리                                             | 출입구 (내려감), 메트로 버스 정류장, 표 사는 곳, 개찰구                                                                                         |
| 지하2층 | 빨간선 보라선                                      | → 웨스트레이크/맥아터공원역 Westlake/MacArthur Park Station → 유니언역행 (기점행)                                                               |
| 지하2층 | 분열식 승강장, 오른쪽 출입문이 열림                | |
| 지하2층 | ↓ 출입구 (올라감), 아랫 승강장으로 내려가는 계단 ↓ | |
| 지하3층 | 빨간선 보라선                                      | ← 버몬트/비버리역 Vermont/Beverly Station ← 노스할리우드역행 (종착점행) ← 윌셔/놀만디역 Wilshire/Normandie Station ← 윌셔/웨스턴역행 (종착점행) |
| 지하3층 | 분열식 승강장, 윈쪽 출입문이 열림                  | |
|         |                                                    | ↓ 출입구 (올라감), 윗 승강장으로 올라가는 계단 ↓                                                                                                |

### 열차 운행 정보
이 역에서는 일반 시간에 지하철 운행이 오전 5시부터 시작하여 오전 12시 45분까지 한다. 그러나 오후 9시가 지날 경우, 열차 점검이랑 검사를 실행하기 때문에 시간표가 비정확해진다고 했다.

## 연결 가능한 버스노선
| 메트로 Metro Bus        | 일반 메트로버스: 18, 20, 51, 52, 201, 204, 352 급행 메트로버스: 720, 754 |
| LADOT                   | 일반: - DASH: * 윌셔 센터/코리아타운 (Wilshire Center/Koreatown)편       |
| 푸트힐 Foothill Transit | 481                                                                      |
| 빅블루버스 Big Blue Bus | -                                                                        |
| 기타:                   | -                                                                        |